# Mister International 2011
Ne doit pas être confondu avec Mr. International 2011, Mr. Intercontinental 2011 ou Manhunt international 2011.
Mister International 2011 est la sixième édition du concours mondial de beauté masculine Mister International. Le concours s'est déroulé le 17 décembre 2011 au Patravadi Theatre de The Garden, à Bangkok (Thaïlande). 33 candidats qui se sont présentés à cette élection (40 en 2010), et César Curti du Brésil a succédé au Britannique Ryan Terry.

## Résultats

### Classement
| Place                     | Candidat |
| ------------------------- | --- |
| Mister International 2010 | - Brésil – César Curti |
| 1er dauphin               | - République tchèque – Martin Gardavský |
| 2e dauphin                | - Indonésie – Steven Yoswara |
| 3e dauphin                | - Viêt Nam – Lê Khôi Nguyên |
| 4e dauphin                | - Suède – Marco Djelević Virriat |
| Top 10 (dans l’ordre)     | - Mexique – Sérgio Felipe Meléndez Rebollo - Venezuela – Jeefry Rommel Rojas Torres - Slovénie – Žan Cvet - Corée du Sud – Oh Ji-Seong - Slovaquie – Jakub Murko Lorencovič             |
| Top 16 (dans l’ordre)     | - Nigeria – Kenneth Nwadike - Danemark – Mads Madsen - Norvège – Nikolai Danielsen - Sri Lanka – Anuj Ranasinghe - Colombie – Carlos Eduardo Paez - Philippines – Fhrancis Oliver Lopez |

### Récompenses spéciales
| Titre                                             | Candidat                         |
| ------------------------------------------------- | -------------------------------- |
| Mister Congeniality (Sympathie)                   | - Portugal – Fábio Duarte        |
| Best Body (Meilleur corps)                        | - Suède – Marco Djelević Virriat |
| Mister Photogenic (Photogénique)                  | - Suède – Marco Djelević Virriat |
| Best National Costume (Meilleur costume national) | - Thaïlande – Direk Sindamrongsi |

### Récompenses mineures
Source :
| Titre                                              | Candidat                                                              |
| -------------------------------------------------- | --------------------------------------------------------------------- |
| Mister Internet Popularity (Popularité d’Internet) | - Philippines – Fhrancis Oliver Lopez                                 |
| Dream Man Award (Homme de rêve)                    | - Brésil – César Curti                                                |
| Health Man Awards (Hommes sains) (ex-æquo)         | - Costa Rica – Erick Martinez - République tchèque – Martin Gardavský |
| Most Handsome Man Award (Plus bel homme)           | - Danemark – Mads Madsen                                              |
| Most Cute Man Award (Homme le plus mignon)         | - Corée du Sud – Ji Sung Oh                                           |
| Most Popular Man Award (Homme le plus populaire)   | - Mexique – Sergio Felipe Meléndez                                    |

## Candidats
| Pays               | Candidat                   | Âge    | Taille | Ville d’origine   |
| ------------------ | -------------------------- | ------ | ------ | ----------------- |
| Afrique du Sud     | Christo du Plessis         | 28 ans | 1,88 m | Vanderbijlpark    |
| Belgique           | Thierry D’Haenens          | 18 ans | 1,84 m | Anvers            |
| Brésil             | César Curti                | 24 ans | 1,86 m | Peruíbe           |
| Canada             | Ron Wear                   | 28 ans | 1,84 m | Vancouver         |
| Colombie           | Carlos Eduardo Paez        | NC     | 1,85 m | NC                |
| Corée du Sud       | Ji Sung Oh                 | NC     | NC     | NC                |
| Costa Rica         | Erick Martínez             | 28 ans | 1,84 m | Cartago           |
| Danemark           | Mads Madsen                | 20 ans | 1,87 m | Ejby (en)         |
| Espagne            | Gerva Moglio               | NC     | NC     | NC                |
| États-Unis         | Rhonee Rojas               | 30 ans | 1,86 m | Honolulu          |
| France             | Nicolas Fangille           | 27 ans | 1,89 m | Rombas            |
| Grande-Bretagne    | Dan How                    | NC     | NC     | NC                |
| Grèce              | Giorgos Stergioudis        | NC     | NC     | NC                |
| Indonésie          | Steven Yoswara             | 22 ans | 1,77 m | Bandung           |
| Irlande            | Brendan Mervyn             | 26 ans | 1,82 m | Los Angeles       |
| Lettonie           | Edvīns Ločmelis            | 21 ans | 1,87 m | Riga              |
| Liban              | Mohamad Al Hajj            | NC     | NC     | NC                |
| Madagascar         | Michael Andrianirina       | 21 ans | 1,85 m | Antananarivo      |
| Mexique            | Sergio Felipe Meléndez     | NC     | NC     | NC                |
| Nigeria            | Kenneth Nwadike            | NC     | NC     | Lagos             |
| Norvège            | Nikolai Danielsen          | 20 ans | 1,89 m | Oslo              |
| Pakistan           | Muhammad Yasir             | NC     | NC     | NC                |
| Panama             | Jafeth Gutierrez           | NC     | NC     | NC                |
| Philippines        | Fhrancis Oliver Lopez      | 22 ans | 1,70 m | Las Piñas         |
| Portugal           | Fábio Duart                | NC     | NC     | NC                |
| République tchèque | Martin Gardavský           | 25 ans | 1,88 m | Mořina            |
| Slovaquie          | Jakub Lorencovič           | 22 ans | 1,80 m | Prešov            |
| Slovénie           | Žan Cvet                   | 20 ans | 1,90 m | Ljubljana         |
| Sri Lanka          | Anuj Eranda Ranasinghe     | 25 ans | NC     | Panadura          |
| Suède              | Marco Djelević Virriat     | 22 ans | 1,85 m | Stockholm         |
| Thaïlande          | Direk Sindamrongsi         | NC     | NC     | NC                |
| Venezuela          | Jeefry Rommel Rojas Torres | 27 ans | 1,83 m | Mérida            |
| Viêt Nam           | Lê Khôi Nguyên             | 21 ans | 1,86 m | Hô-Chi-Minh-Ville |